# Боярышниковая листовёртка
Боярышниковая листовёртка (лат. Archips crataegana) — бабочка семейства листовёрток, гусеницы повреждают яблоню, грушу, вишню, сливу, боярышник, кизильник, в лесах — черемуху, рябину, лещину, дуб, липу, ясень, иву, вяз, клён и др.

## Описание
Выражен половой диморфизм. Размах крыльев самки 26—28 мм, самца 19—21 мм. Передние крылья коричневато-серые, у самца с жёлтым опылением. Рисунок крыльев тёмно-коричневый, у самца является четким в хорошо заметным светлым окаймлением, у самок рисунок на крыльях — размытый. Задние крылья одноцветные буровато-серой окраски, у самок с рыжеватым налётом у вершины крыла.

## Ареал
Обитает в Европе, Малой Азии, северо-западной Африке. Встречается в европейской части России, в Закавказье, на южном Урале.

## Биология
Развивается в 1 поколении. Лёт бабочек отмечается с середины июня до середины августа, пик лёта отмечается в середине июля с наибольшей активностью в сумеречные часы и ночью. В Крыму лёт бабочек начинается в первой декаде июня.

## Жизненный цикл
После спаривания самка откладывает от 130 до 270 бледно-желтых слегка сплюснутых с закруглёнными вершинами яиц. Яйца откладываются самкой обычно группами по 10—70 штук, покрывая их особым выделяемым секретом. Яйца обычно откладываются в трещины и углубления коры, в развилках ветвей кормовых пород, преимущественно на высоте 1—3 метра от земли. Гусеница достигает длины 20—23 мм. В зависимости от возраста её окраска варьируется от светло-серой до серовато-зелёной и бархатисто-чёрной. Гусеницы отрождаются в середине мая и расползаются по кронам кормового дерева. В первом — третьем возрастах они питаются распускающимися почками, бутонами и цветками. В это время они живут под завернутыми краями листьев. Достигнув 4 возраста гусеницы сооружают себе убежища, складывая листья вдоль главной жилки, а затем скрепляя их края шелковиной. Продолжительность развития гусениц обычно составляет 25—40 дней. Гусеницы являются пассивными мигрантами, на нитях шелковины могут разноситься ветром на значительные расстояния.
Гусеницы — полифаги, питаются на розоцветных — (яблоня, груша, вишня, слива, боярышник), кизильник, черемухе, рябине, лещине, дубе, липе, ясене, иве, вязе, клёне и других породах.
В средней полосе окукливание происходит с начала июня. Окукливаются гусеницы в местах своего питания. Куколка длиной 13—16 мм. Её окраска тёмно-бурая, слабо блестящая. Стадия куколки 10—16 дней. Зимуют покоящиеся яйца.

## Хозяйственное значение
Гусеницы повреждают плодовые деревья семейства розоцветные — яблоня, груша, вишня, слива, боярышник, поедая распускающиеся почки, бутоны и цветки.